# أوتو إدوارد هنري ووكرر
كان أوتو إدوارد هنري ووكرر (7 يوليو 1820 - 7 مايو 1873) طبيباً برازيلياً، ولد لأم هولندية وأب ألماني.
ولد في أوبورتو، وانتقل بعد ذلك إلى هامبورغ، حيث كان يعمل في صيدلية، درس الطب في جامعة توبنغن، وحصل على الدكتوراه في عام 1841 كطالب من فرديناند غوتليب فون غميلين، وقد مارس في وقت لاحق في لندن في مستشفى سانت بارتولوميو وفي لشبونة، في عام 1843 انتقل إلى البرازيل، واستقر في النهاية كطبيب في سلفادور، باهيا، حيث عاش حتى عام 1871.
اكتشف يرقات الفيلاريا في باهيا، يرتبط اسمه بجنس الدودة الفخرية، ويتم الاحتفال به في الأسماء العلمية لنوعين من الزواحف، (Elapomorphus wuchereri) و(Leposternon wuchereriK ) وصف أنواع الثعابين (Atractus guentheri) و(Xenopholis scalaris).
وكان أحد مؤسسي مجلة جازيتا ميديكا دا باهيا.